# Diego Alonso
Diego Martín Alonso (Montevideo, 16 april 1975) is een Uruguayaans voetbaltrainer en voormalig voetballer. Hij was van 1995 tot en met 2011 actief in clubverband en speelde acht interlands in het Uruguayaans voetbalelftal. Alonso wist als hoofdtrainer met twee verschillende clubs de belangrijkste continentale clubcompetitie te winnen; namelijk de CONCACAF Champions League met CF Pachuca en CF Monterrey.

## Clubcarrière
Diego Alonso maakt zijn debuut in 1997 voor Club Atlético Bella Vista in Uruguay. Twee jaar later begint zijn rondreis door de gehele wereld die hem bij clubs in Argentinië, Spanje, Mexico, Uruguay en China brengt. Met Bella Vista en Atlético Madrid wint hij het kampioenschap van de op een na hoogste divisie, met Pumas UNAM wint hij de clausura van de Mexicaanse voetbalcompetitie. Op de periode bij zijn eerste club na, is hij nog nooit langer dan een jaar bij dezelfde club gebleven.

## Interlandcarrière
Diego Alonso kwam acht keer voor het Uruguayaans voetbalelftal. Hij maakte zijn debuut op 17 juni 1999 in de vriendschappelijke uitwedstrijd tegen Paraguay (2-3), net als doelman Fabián Carini (Danubio FC), Leonel Pilipauskas (CA Bella Vista), Alejandro Lembo (CA Bella Vista), Federico Bergara (Club Nacional de Fútbol) en Gabriel Álvez (Club Nacional de Fútbol). Hij viel in dat duel na 50 minuten in voor doelpuntenmaker Gabriel Álvez.

## Erelijst
Als speler
 CA Bella Vista
- Segunda División: 1997

 Atlético Madrid
- Segunda División A: 2001/02

 UNAM
- Liga MX: Apertura 2004
- Campeón de Campeones: 2004

 Shanghai Shensua
- A3 Champions Cup: 2007

 CA Peñarol
- Primera División: 2009/10

Individueel
- Trofeo Pichichi (Segunda División A): 2001/02

Als trainer
 CF Pachuca
- Liga MX: Clausura 2016
- CONCACAF Champions League: 2016/17

 CF Monterrey
- CONCACAF Champions League: 2019

Individueel
- CONCACAF Champions League Team van het Toernooi: 2019